# Liste der Kulturdenkmäler in Willwerscheid
In der Liste der Kulturdenkmäler in Willwerscheid sind alle Kulturdenkmäler der rheinland-pfälzischen Ortsgemeinde Willwerscheid aufgeführt. Grundlage ist die Denkmalliste des Landes Rheinland-Pfalz (Stand: 10. August 2023).

## Einzeldenkmäler
| Bezeichnung                          | Lage                                   | Baujahr                  | Beschreibung                                                  | Bild |
| ------------------------------------ | -------------------------------------- | ------------------------ | ------------------------------------------------------------- | ---- |
| Katholische Filialkirche St. Donatus | Dorfstraße, gegenüber Nr. 21 Lage      | 1832                     | zweiachsiger Saalbau, bezeichnet 1832                         | BW   |
| Schrackkreuz                         | südöstlich des Ortes am Bedelberg Lage | 1711                     | barockes Schaftkreuz, Sandstein, Pietàrelief, bezeichnet 1711 | BW   |
| Wegekapelle                          | westlich des Ortes an der K 26 Lage    | 1863                     | Putzbau mit Fachwerkgiebel, bezeichnet 1863                   | BW   |
| Heiligenhäuschen                     | westlich des Ortes an der K 26 Lage    | 18. oder 19. Jahrhundert | verputzter Mauerblock, 18. oder 19. Jahrhundert               | BW   |